# 1928 год в автомобилестроении
Список событий в автомобилестроении в 1928 году.

## События
- основание «Compagnie Générale des voitures à Paris» — крупнейшего оператора такси в Париже, крупного заказчика «Рено».
- ралли в Марокко.
- 10 февраля — родился Михаил Степанович Высоцкий — советский и белорусский учёный, государственный и общественный деятель; один из основоположников белорусского грузового автомобилестроения.
- 30 марта — На заводе АМО был выпущен 1000 автомобиль.[1]
- 19 мая — родился Колин Чепмен, выдающийся автомобильный конструктор, основатель компании Lotus.
- 4 августа — корпорация Chrysler представила первый автомобиль вновь созданной марки De Soto средней ценовой категории[2].
- 8 октября — В Берлине прошла Интернациональная автомобильная выставка.[3]

## Представлены новые автомобили
- январь — Dodge Senior Six Sedan (2251)
- июнь — Studebaker Commander Cabriolet
- август — Ford Model AA Panel Delivery
- ноябрь — Opel Regent 24/110 PS Limousine
- Renault Monasix тип RY1.

## Модели, сошедшие с конвейера
Renault Monasix тип RY.